# Joseph Adam von Mölk
Joseph Adam von Mölk (Rodaun, 17 marzo 1718 in Wien-Rodaun; – Rodaun, 18 febbraio 1794) è stato un pittore austriaco.

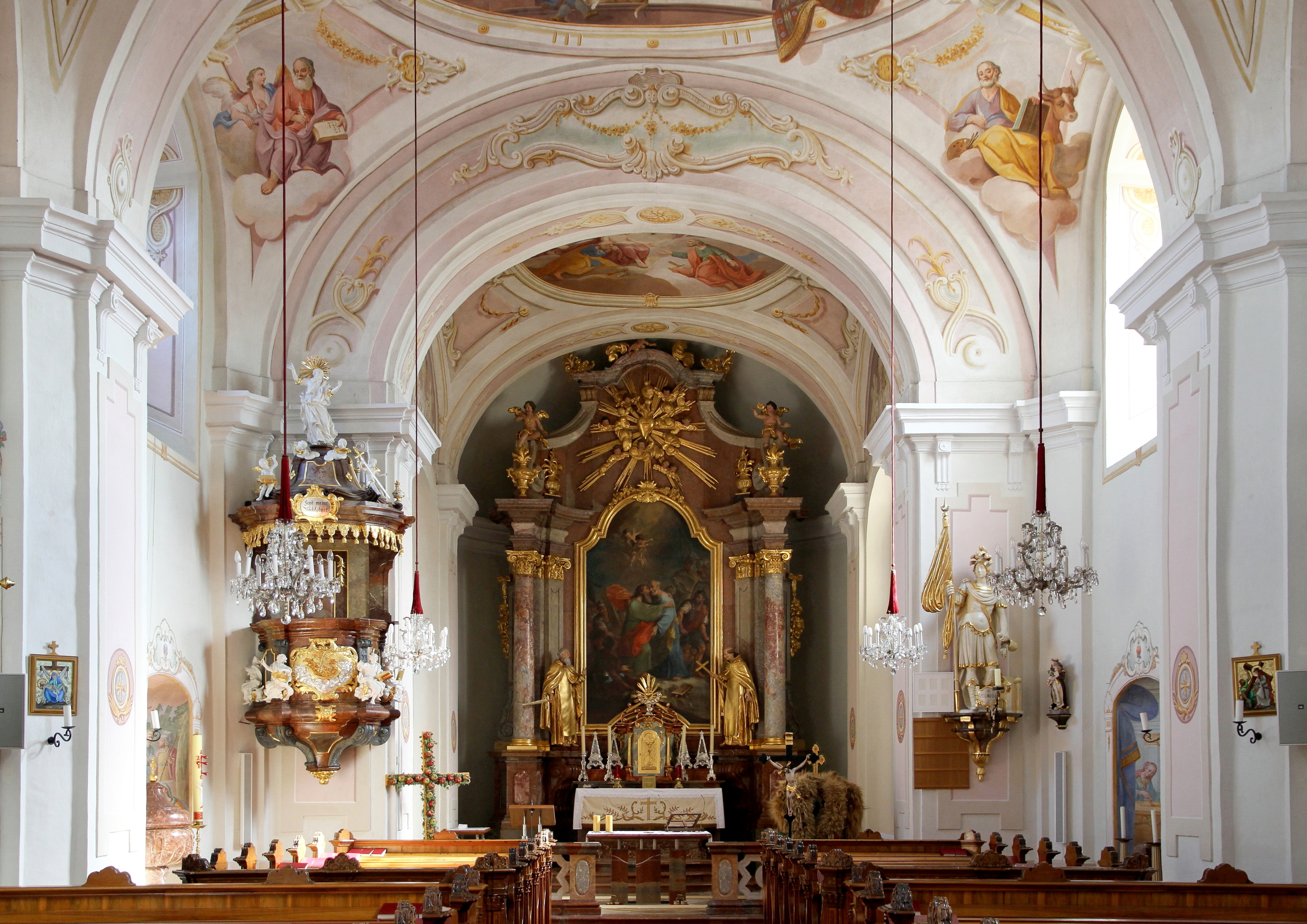
Veduta dell'interno della chiesa parrocchiale di Michelhausen. Sia la parete tromp l'oeil che l'affresco della volta sono opera di Josef Adam Mölk.

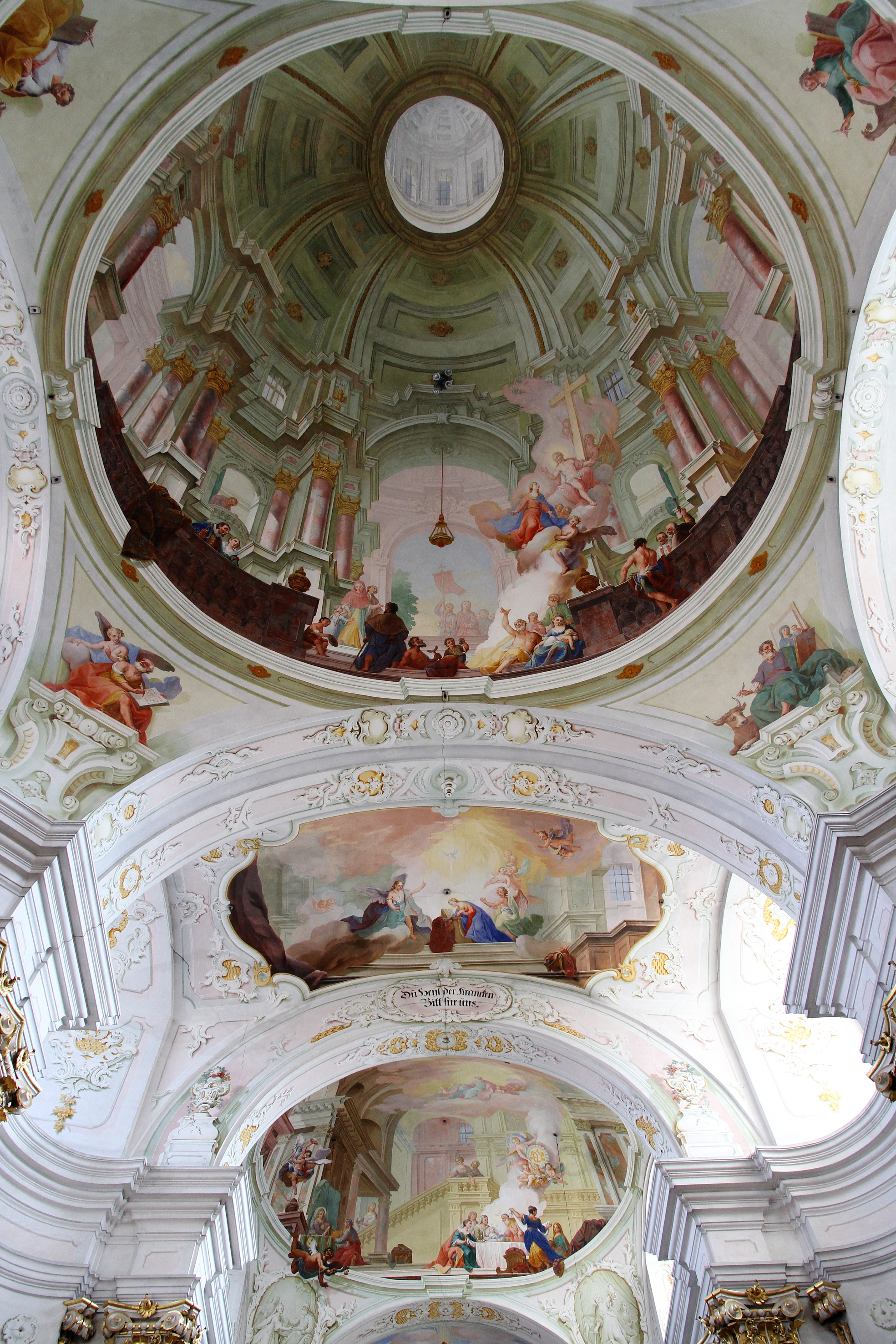
L'affresco della volta nel santuario di Maria Langegg. In primo piano la mezza cupola con l'immagine Maria, guarisci gli ammalati, successivamente l'affresco della volta sull'arco del coro con il titolo Annunciazione e la cupola del presbiterio sul tema Nascita di Maria.

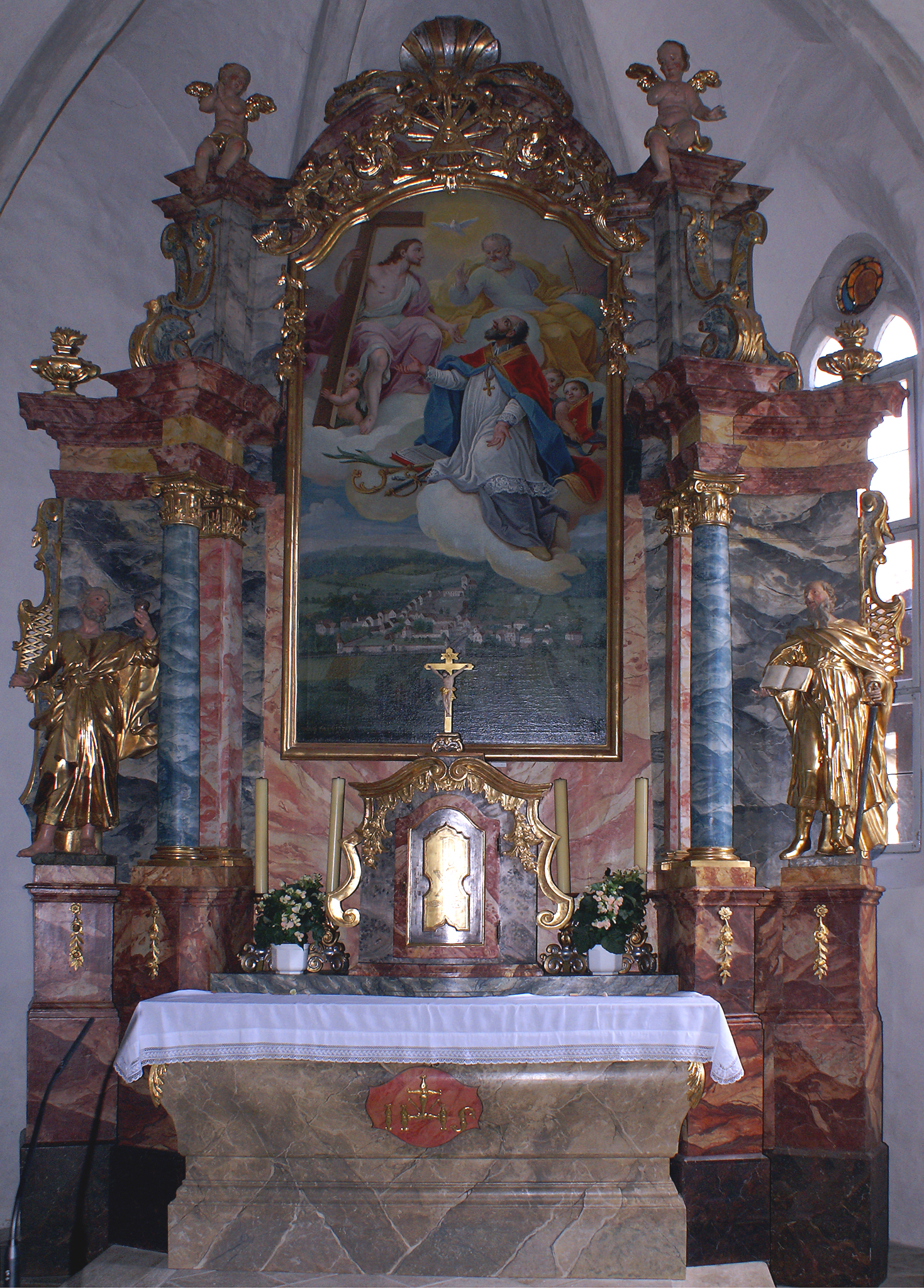
Pala dell'altar maggiore di Josef Adam Ritter von Mölk, Taborkirche in Weiz

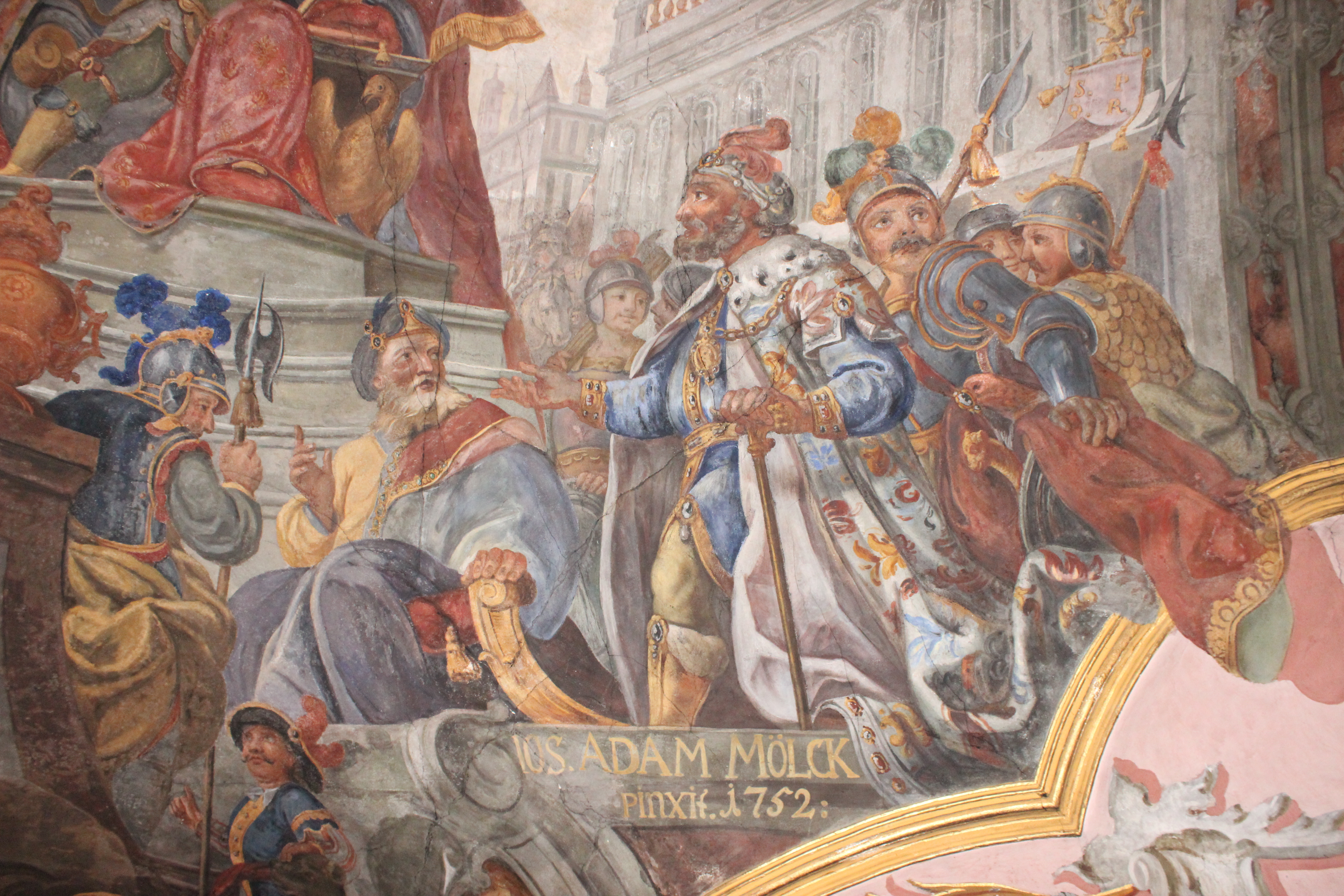
Firma di Mölk nella Chiesa parrocchiale in Hall

Era attivo soprattutto nella esecuzione di affreschi e dipinti su tavola. Il padre, Mathias Mölk, proveniva da Vorarlberg ed era anch'egli un pittore di chiese.

## Biografia
Dal 1728 al 1733 Mölk compì la sua formazione presso l'Accademia di belle arti di Vienna e il suo annesso periodo di viaggi lo portarono attraverso la Germania meridionale ove subì l'influenza dei grandi artisti del rococò. Fu nominato Pittore della Corte del Principato di Baviera. Nel 1755 ottenne il titolo di Pittore della camera della corte nel Tirolo e nel 1774 l'imperatrice Maria Teresa d'Austria lo elevò al rango nobiliare nominandolo Cavaliere von Mölk.
Le sue opere furono subito dopo il corso di formazione segnalate dal padre e successivamente subirono l'influenza dell'illusionismo prospettico di Andrea Pozzo. Dopo un viaggio a Venezia nel 1759 giocarono per lui un ruolo effettivo anche le opere di Giandomenico Tiepolo. Durante i suoi lavori nella Bassa Austria incontrò anche Martin Johann Schmidt (Kremser Schmidt). L'influenza artistica di Schmidt su Mölk si riconosce nelle sue opere tardive. Mölk arredò con i suoi dipinti più di 40 tra chiese, conventi e castelli.
Noto e già ai suoi tempi controverso, egli fu un pittore celere, che affidò molto ai suoi aiutanti. Perciò egli fu attivo contemporaneamente in diverse località. Gran parte dei suoi affreschi in Tirolo mostrano, che in effetti egli era sul posto, per realizzare velocemente le sue pitture.

## Opere
- 1738: Rottenburg am Neckar, chiesa del convento delle Carmelitane a Rottenburg
- 1741: Nasgenstadt in Württemberg, chiesa parrocchiale
- 1745: Sankt Johann in Tirol, chiesa dell'Ospedale di San Nicola nel Weitau, affreschi sulle pareti
- 1747: Via Crucis della parrocchia di San Quirino ad Ammerfeld in Rennertshofen
- 1750: Ebbs presso Kufstein, chiesa parrocchiale
- 1752: Hall in Tirol, Chiesa parrocchiale della città
- 1753: Santuario di Pietralba, affreschi sul soffitto
- 1755: Ampliamento e trasformazione in stile barocco della chiesa parrocchiale dell'Assunta
- 1756: chiesa parrocchiale di Amras
- 1758: Silandro, chiesa parrocchiale
- 1766: Affreschi della cupola della cappella dei Pellegrini di Rossau (presso la Chiesa dei Serviti di Vienna), con conversione, vocazione e glorificazione di san Pellegrino Laziosi in trompe l'oeil.[4]
- 1767: Rein, Abbazia di Rein
- 1771: Weiz, santuario
- 1772: Hartberg, chiesa parrocchiale della città
- 1773: Santuario di Maria Langegg, Parrocchia, Santuario e chiesa conventuale
- 1775: Pernegg an der Mur, Santuario mariano
- 1777: Köflach, chiesa parrocchiale
- 1782: Heiligeneich, chiesa parrocchiale
- 1782: Trasdorf, pala dell'altar maggiore
- 1784/85: Michelhausen, chiesa parrocchiale
- 1788: Tulbing, chiesa parrocchiale